# Sujiadian (köpinghuvudort i Kina, Shandong Sheng, lat 37,42, long 120,68)
Sujiadian (kinesiska: 苏家店, 苏家店镇) är en köpinghuvudort i Kina. Den ligger i provinsen Shandong, i den östra delen av landet, omkring 340 kilometer öster om provinshuvudstaden Jinan. Antalet invånare är 32 642. Befolkningen består av 16 035 kvinnor och 16 607 män. Barn under 15 år utgör 11,0 %, vuxna 15-64 år 75 %, och äldre över 65 år 13,0 %.
Runt Sujiadian är det tätbefolkat, med 319 invånare per kvadratkilometer. Närmaste större samhälle är Zhuangyuan, 18,5 km sydost om Sujiadian. Trakten runt Sujiadian består till största delen av jordbruksmark.
Genomsnittlig årsnederbörd är 747 millimeter. Den regnigaste månaden är juli, med i genomsnitt 283 mm nederbörd, och den torraste är januari, med 11 mm nederbörd.